# 叡古教授の事件簿
『叡古教授の事件簿』（えいこきょうじゅのじけんぼ）は、テレビ朝日系列の『土曜プライム』枠で2016年5月21日放送されたテレビドラマ。2016年4月2日開始の『土曜プライム』枠における、『土曜ワイド劇場』ではない初の作品である。
原作は門井慶喜による小説『東京帝大叡古教授』。なお、原作は明治時代を舞台としていたが、本作は現代を舞台としている。

## キャスト

### 帝都大学関係者
宇野辺 叡古（うのべ えいこ）
演 - 藤木直人
法学部教授、希有な博学者。
宇野辺 さくら子（うのべ さくらこ）
演 - 清水富美加
叡古の娘、法学部3年在学。
阿蘇 藤太（あそ とうた）
演 - 白洲迅
叡古の助手。
戸村 麻美（とむら あさみ）
演 - 浅野ゆう子
副学長、次期学長候補。
高寺 保
演 - 山田明郷
医学部教授、次期学長候補。
中屋敷 一雄
演 - 国広富之
医学部長、次期学長候補。
鳥坂 久章
演 - 宮川一朗太
医学部准教授。
永瀬 賢吾
演 - 松田賢二
元医学部教授。
氷川 渉
演 - 伊藤正之
医学部教授。

### 警視庁関係者
南波 陽人（なんば はると）
演 - 田中直樹
帝都大卒の捜査一課の刑事、警部補。
川添 徳治（かわぞえ とくじ）
演 - 宇梶剛士
捜査一課係長。
五十嵐 修（いがらし おさむ）
演 - 武田鉄矢
捜査一課長、警視正。
小泉 秀臣
演 - 福田転球
捜査一課の刑事、川添の右腕。
沢田 晃
演 - 寿大聡
捜査一課の刑事。
堂上 達也
演 - 大谷亮平
鑑識。

### その他
溝渕 京子
演 - 高橋ひとみ
国家公安委員長、南波の母。
槇原 太一
演 - 福士誠治
宇野辺書店常連客。
ホステス
演 - 天乃舞衣子
演 - 夏月
上野 薫子
演 - 清水富美加
叡古の大学時代の同級生。

## スタッフ
- 原作 - 門井慶喜『東京帝大叡古教授』（小学館文庫）
- 脚本 - 和田清人、伊藤崇
- 監督 - 木下高男
- 音楽 - 森英治
- 医事監修 - 中澤暁雄
- 警察監修 - 永澤敏敬
- アクション - 釼持誠
- 技術協力 - バスク
- 美術協力 - KHKアート
- ゼネラルプロデューサー - 黒田徹也（テレビ朝日）
- プロデューサー - 服部宣之（テレビ朝日）、河角直樹（国際放映）
- 制作 - テレビ朝日、国際放映